# Sadelca
Sociedad Aérea del Caquetá o Sadelca es una aerolínea de carga y chárter de pasajeros con una base principal en el Aeropuerto Vanguardia en Villavicencio y una secundaria en el Aeropuerto Internacional El Dorado en Bogotá.

## La empresa
Sadelca es una compañía de transporte aéreo de carga que, desde su creación, se ha caracterizado por prestar un servicio con gran sentido social a los antiguos territorios nacionales. 
La empresa cuenta con una base principal en la ciudad de Villavicencio y oficinas en Bogotá (muelle de carga nacional Aeropuerto Internacional El Dorado), prestando su servicio a todo el territorio colombiano.

## Servicios
1. Transporte aéreo de carga
2. Vuelos chárter
3. Transporte de personal militar e internos del INPEC. Con previa autorización de la Aerocivil.

## Flota
La flota de Sadelca cuenta con las siguientes aeronaves:

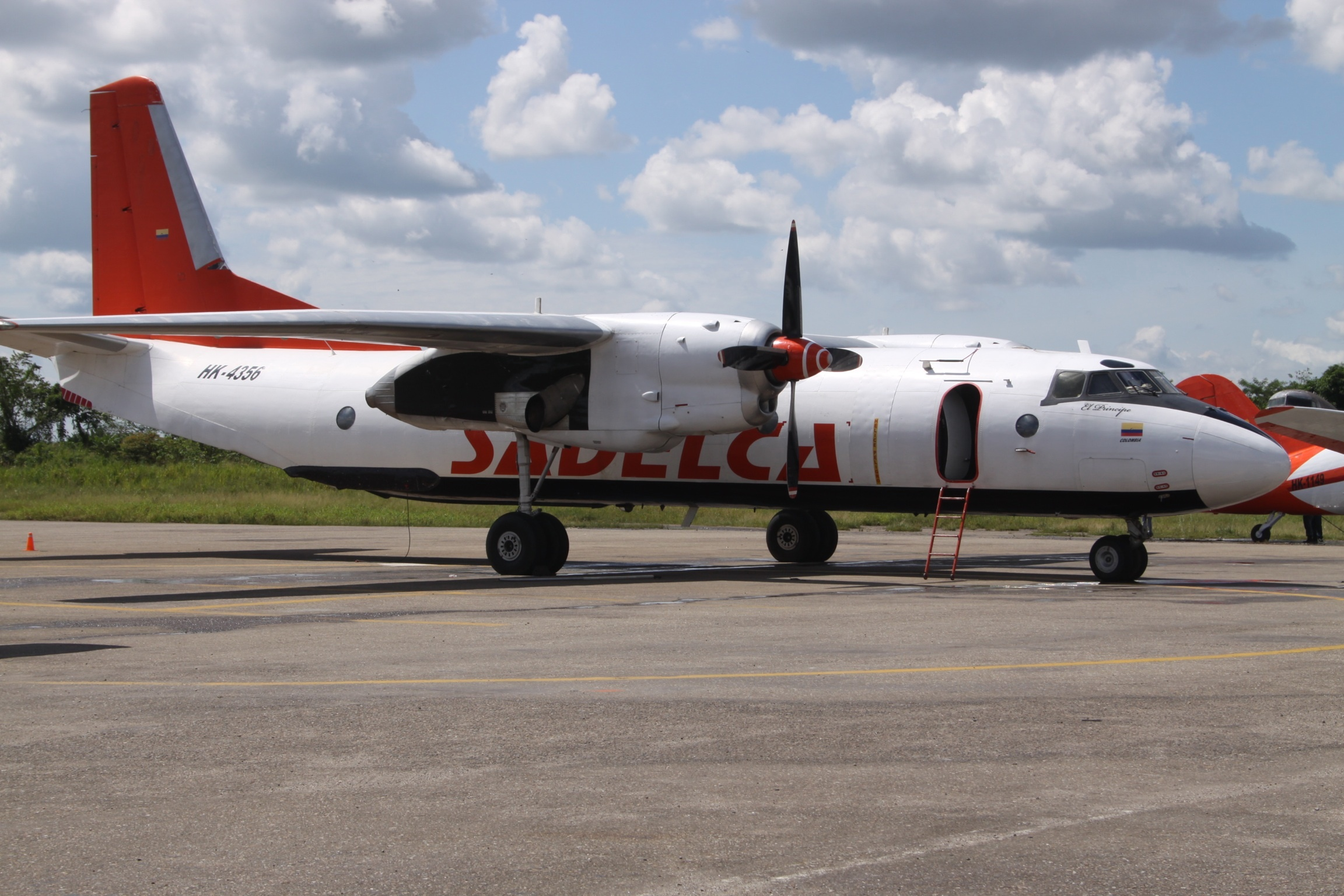
Antonov An-26 de Sadelca en Villavicencio (2011)

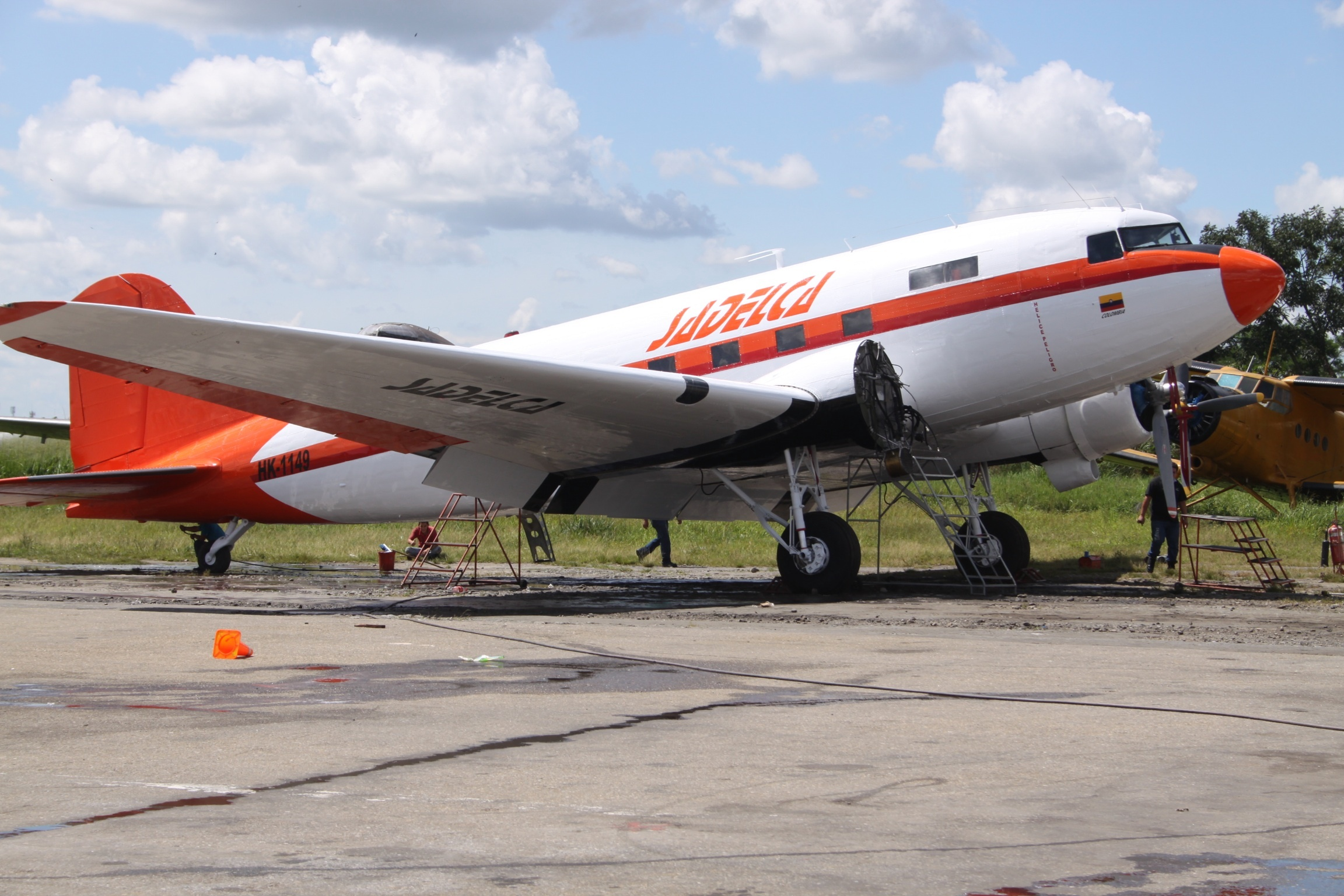
Douglas DC-3 de Sadelca en labores de mantenimiento (2012)

| Aeronaves     | En servicio | Pedidos | Matrículas                                        | Antigüedad                                        |
| ------------- | ----------- | ------- | ------------------------------------------------- | ------------------------------------------------- |
| Douglas DC-3  | 2           | —       | HK-1149                                           | 80 años                                           |
| Douglas DC-3  | 2           | —       | HK-2664                                           | 79 años                                           |
| Antonov An-32 | 1           | —       | HK-4296                                           | 34 años                                           |
| Total         | 3           | —       | Edad media de la flota (abril de 2024): 64,3 años | Edad media de la flota (abril de 2024): 64,3 años |

### Flota histórica

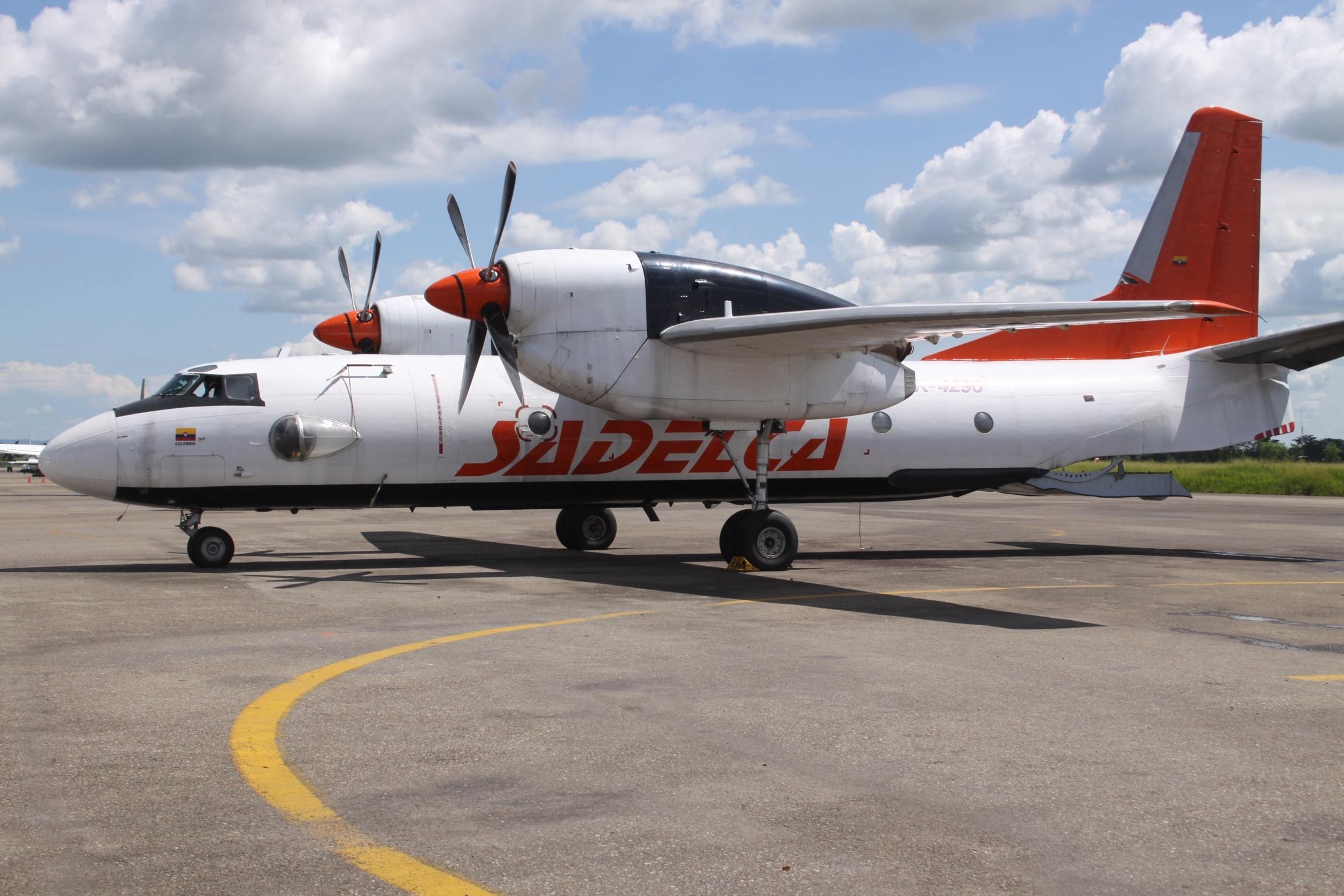
Antonov An-32 de Sadelca en Villavicencio (2012)

| Aeronaves             | Total | Introducido | Retirado | Matrículas                                                             |
| --------------------- | ----- | ----------- | -------- | ---------------------------------------------------------------------- |
| Antonov An-26         | 1     | 2008        | 2014     | HK-4356                                                                |
| Curtiss C-46 Commando | 1     | 1982        | 1986     | HK-400                                                                 |
| Douglas C-47          | 6     | 1985        | 2015     | HK-1315, HK-3994 (re-reg. HK-4189), HK-3286, HK-3349, HK-3199, HK-2494 |
| Douglas DC-4          | 2     | 1976        | 1992     | HK-136 y HK-112                                                        |

## Accidentes e Incidentes
- El 27 de enero de 1978,Un Douglas DC-3 con la matrícula HK-1351 se estrelló el Cerro Granada en el departamento de Caquetá, Colombia matando a los 12 pasajeros a bordo del avión. La altitud del sitio del impacto fue de 2100 m. La montaña en ese momento estaba oscurecida por culpa de las nubes en el momento del impacto. El avión realizaba un vuelo regular de pasajeros.[3]
- El 2 de marzo de 2011 un avión de Sadelca tuvo que hacer un aterrizaje de emergencia en el Aeropuerto Gustavo Artunduaga de Florencia (Caquetá) porque una de sus llantas sufrió daños. No se reportaron víctimas, el avión transportaba 32 reclusos de una cárcel.[4]